# Fichtelberg, Bayreuth
Fichtelberg là một đô thị ở huyện Bayreuth bang Bayern nước Đức. Đô thị Fichtelberg, Bayreuth có diện tích 5,17 km², dân số thời điểm ngày 31 tháng 12 năm 2006 là 1990 người.